# 火炉山薹草
火炉山薹草（学名：Carex huolushanensis）为莎草科薹草属的植物，为中国的特有植物。分布于中国大陆的四川西南部等地，生长于海拔3,900米至4,000米的地区，多生于高山灌丛中，目前尚未由人工引种栽培。